# Cassia pinoi
Cassia pinoi là một loài thực vật có hoa trong họ Đậu. Loài này được (Britton & Rose) Lundell miêu tả khoa học đầu tiên năm 1937.